# Teresa Toda Juncosa

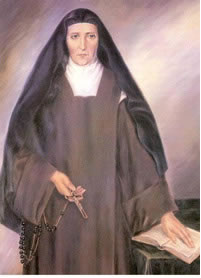
Teresa Toda Juncosa

Teresa Toda Juncosa (ur. 28 maja 1848 w Riudecanyes; zm. 15 grudnia 1898 w Barcelonie) – hiszpańska Służebnica Boża Kościoła katolickiego.

## Życiorys
Teresa Toda Juncosa urodziła się w 1826 roku w rodzinie zamożnych rolników. W dniu 7 lipca 1847 roku wyszła za mąż za Antoniego Guasch, z tego związku urodziła córkę. W dniu 5 sierpnia 1848 roku doszło do separacji. W tym czasie jej mąż wstąpił do armii zwolenników pretendenta Karola VI i zaginął podczas II wojny karlistowskiej. Wówczas Teresa przeniosła się wraz z córką do Tarragony i postanowiła poświęcić się życiu zakonnemu i przyjęła imię Teresa od Niepokalanego Serca Maryi. W dniu 22 lutego 1878 roku założyła zgromadzenie Terezjanek Karmelitanek Sióstr św. Józefa. Zmarła 30 lipca 1898 roku w opinii świętości. W 1979 roku rozpoczął się jej proces beatyfikacyjny.